# درين قلعة
درين‌ قلعة هي قرية في مقاطعة أرومية، إيران. يقدر عدد سكانها بـ 496 نسمة بحسب إحصاء 2016.